# 瓜破村
瓜破村（うりわりむら）は、大阪府中河内郡にあった村。
河内国の端部の一つで、現在の大阪市平野区瓜破各町にあたる。

## 地理
- 河川：大和川

## 歴史
村名の由来には道昭が当地で偶然得た天神尊像にちょうど手元にあったウリを供えたが、割れてしまったことに由来するという説や、当地の住民が空海にウリを進上した説がある。

### 沿革
- 1680年（延宝8年） - 丹北郡瓜破村が東瓜破村、西瓜破村に分村。
- 1722年（享保7年） - 丹北郡万屋新田が開拓される。
- 1889年（明治22年）4月1日 - 町村制の施行により、丹北郡東瓜破村、西瓜破村、万屋新田が合併して瓜破村が発足。大字東瓜破に村役場を設置。
- 1896年（明治29年）4月1日 - 郡の統廃合により、所属郡が中河内郡に変更。
- 1910年（明治43年） - 大字万屋新田を万屋に改称。
- 1944年（昭和19年）- 村内に大阪金属工業株式会社大和川製作所が竣工。[4][5][注釈 2]
- 1949年（昭和24年） - 東佃町、西佃町、国塚町、牛屋町、広狭町、弁天町、狭川町を起立し、7町3大字となる。
- 1955年（昭和30年）4月3日 - 大阪市に編入され、東住吉区の一部となる。同日瓜破村廃止。
- 1974年（昭和49年）7月22日 - 分区により、旧村域が平野区の一部となる。

## 行政

### 村長
村長は以下の通りである。
- 森本善作[1]

## 経済

### 産業
農業
産物は米、麦。『大日本篤農家名鑑 第1冊 明治43年5月』によれば、瓜破村の篤農家は森本、中井などがいた。
企業
- 中河内郡常設家畜市場[7]

## 人口
1930年に刊行された『市町村治績録 改訂第2版』によると、戸数411、人口2054。

## 地域

### 施設
- 尋常小学校[1]

## 交通

### 鉄道路線
現在は旧村域にOsaka Metro谷町線の喜連瓜破駅が所在するが、当時は未開業。

### 道路
現在は旧村域を阪神高速14号松原線が通過するが、当時は未開通。